# 常州市北郊高级中学
常州市北郊高级中学，1974年建校，2005年成为江苏省四星级高中。

## 历史
- 1974年建校，由于新建中学地处常州市区北边，因而定名为“北郊中学”
- 2001年，成为东南大学附属中学
- 2004年。迁入新北校区
- 2005年，成为江苏省四星级高中

## 学校荣誉（部分）
- 江苏省四星级高中[1]

## 校友（部分）
- 史佩勇[2]
- 高明[2]